# Petit Bara
Bara Yare, appelé en français le petit Bara, est un désert situé en république de Djibouti. 
Le nom, d'origine Somali, signifie « endroit où il y a des failles ». Le Petit Bara est un espace aride à cheval entre la région d'Arta et celle d'Ali Sabieh, au centre de la république de Djibouti (Corne de l'Afrique). Il est traversé par une piste qui rejoint la localité d'Ouadjalé.